# Paul John James
Paul John James (Cardiff, 11 de novembro de 1963) é um ex-futebolista profissional galês naturalizado canadiano, que atuava como meia.

## Carreira
Paul John James fez parte do elenco da histórica Seleção Canadense de Futebol da Copa do Mundo de 1986 